# Скорко Даніл Павлович
Даніл Павлович Скорко (нар. 6 квітня 2002, Чернігів, Україна) — український футболіст, захисник футбольного клубу «Олександрія». Виступав за молодіжну збірну України.

## Життєпис

### Клубна кар'єра
З 2018 по 2021 роки грав за юнацьку та молодіжну команди «Динамо» (Київ) в чемпіонаті України U-19 та молодіжному чемпіонаті України.
У сезоні 2021/2022 на правах оренди грав у складі одеського «Чорноморця». 31 грудня 2021 року оренда гравця закінчилася.
13 січня 2022 року офіційно перейшов до складу луганської «Зорі».

### У збірних
17 жовтня 2017 року дебютував за юнацьку збірну України (U-16) у товариському матчі проти збірної Італії цієї ж вікової категорії.
19 серпня 2018 року вперше вийшов на поле у складі збірної України з футболу (U-17) проти Туреччини.
13 жовтня 2018 року забив свій перший гол за збірну України з футболу (U-17) у матчі проти однолітків з Гібралтару.
Всього на юнацькому рівні зіграв 11 матчів, забивши 2 голи.
13 жовтня 2020 року дебютував у матчі кваліфікації до молодіжного чемпіонату Європи проти молодіжної збірної Північної Ірландії, провівши на полі повний матч.